# Herrarnas höga hopp i simhopp vid olympiska sommarspelen 2000
Herrarnas höga hopp i de olympiska simhoppstävlingarna vid de olympiska sommarspelen 2000 hölls den 29-30 september i Sydney International Aquatic Centre. 

## Medaljörer
| Event              | Guld            | Silver      | Brons                  |
| 10 meter höga hopp | Tian Liang Kina | Hu Jia Kina | Dmitri Sautin Ryssland |

## Resultat
| Placering | Simhoppare             | Land           | Kval   | Kval      | Semifinal        | Semifinal        | Semifinal        | Semifinal        | Final            | Final            | Final            |
| Placering | Simhoppare             | Land           | Poäng  | Placering | Poäng            | Placering        | Totalt           | Placering        | Poäng            | Placering        | Totalt           |
| --------- | ---------------------- | -------------- | ------ | --------- | ---------------- | ---------------- | ---------------- | ---------------- | ---------------- | ---------------- | ---------------- |
| 1         | Tian Liang             | Kina           | 503,16 | 1         | 201,45           | 2                | 704,61           | 1                | 523,08           | 1                | 724,53           |
| 2         | Hu Jia                 | Kina           | 485,43 | 2         | 206,61           | 1                | 692,04           | 2                | 506,94           | 2                | 713,55           |
| 3         | Dmitri Sautin          | Ryssland       | 471,27 | 3         | 190,92           | 5                | 662,19           | 3                | 488,34           | 3                | 679,26           |
| 4         | Alexandre Despatie     | Kanada         | 436,86 | 8         | 188,28           | 6                | 625,14           | 8                | 464,07           | 4                | 652,35           |
| 5         | Ken Terauchi           | Japan          | 457,59 | 4         | 191,49           | 4                | 649,08           | 5                | 445,41           | 5                | 636,90           |
| 6         | Mark Ruiz              | USA            | 432,36 | 10        | 180,99           | 14               | 613,35           | 10               | 444,93           | 6                | 625,92           |
| 7         | Igor Lukasjin          | Ryssland       | 432,15 | 11        | 179,94           | 15               | 612,09           | 11               | 444,57           | 7                | 624,51           |
| 8         | Mathew Helm            | Australien     | 455,37 | 5         | 198,03           | 3                | 653,40           | 4                | 420,21           | 11               | 618,24           |
| 9         | David Pichler          | USA            | 440,91 | 7         | 187,89           | 7                | 628,80           | 7                | 428,28           | 9                | 616,17           |
| 10        | Robert Newbery         | Australien     | 437,40 | 9         | 185,28           | 10               | 619,98           | 9                | 428,70           | 8                | 613,98           |
| 11        | Heiko Meyer            | Tyskland       | 411,36 | 12        | 179,34           | 16               | 590,70           | 12               | 420,66           | 10               | 600,00           |
| 12        | Choe Hyong-Gil         | Nordkorea      | 448,41 | 6         | 185,52           | 9                | 633,93           | 6                | 377,46           | 12               | 562,98           |
| 13        | Leon Taylor            | Storbritannien | 399,90 | 16        | 185,91           | 8                | 585,81           | 13               | Gick inte vidare | Gick inte vidare | Gick inte vidare |
| 14        | José Guerra            | Kuba           | 403,14 | 13        | 181,65           | 13               | 584,79           | 14               | Gick inte vidare | Gick inte vidare | Gick inte vidare |
| 15        | Jan Hempel             | Tyskland       | 401,19 | 14        | 181,71           | 12               | 582,90           | 15               | Gick inte vidare | Gick inte vidare | Gick inte vidare |
| 16        | Pak Yong-Ryong         | Nordkorea      | 400,29 | 15        | 181,74           | 11               | 582,03           | 16               | Gick inte vidare | Gick inte vidare | Gick inte vidare |
| 17        | Christopher Kalec      | Kanada         | 388,50 | 17        | 175,02           | 17               | 563,52           | 17               | Gick inte vidare | Gick inte vidare | Gick inte vidare |
| 18        | Massimiliano Mazzucchi | Italien        | 386,91 | 18        | 172,80           | 18               | 559,71           | 18               | Gick inte vidare | Gick inte vidare | Gick inte vidare |
| 19        | Francisco Pérez        | Mexiko         | 381,78 | 19        | Gick inte vidare | Gick inte vidare | Gick inte vidare | Gick inte vidare | Gick inte vidare | Gick inte vidare | Gick inte vidare |
| 20        | Gilles Emptoz-Lacote   | Frankrike      | 377,70 | 20        | Gick inte vidare | Gick inte vidare | Gick inte vidare | Gick inte vidare | Gick inte vidare | Gick inte vidare | Gick inte vidare |
| 21        | Roman Volod'kov        | Ukraina        | 377,04 | 21        | Gick inte vidare | Gick inte vidare | Gick inte vidare | Gick inte vidare | Gick inte vidare | Gick inte vidare | Gick inte vidare |
| 22        | Jesus Iory             | Kuba           | 368,34 | 22        | Gick inte vidare | Gick inte vidare | Gick inte vidare | Gick inte vidare | Gick inte vidare | Gick inte vidare | Gick inte vidare |
| 23        | Oleksandr Skrypnik     | Ukraina        | 362,82 | 23        | Gick inte vidare | Gick inte vidare | Gick inte vidare | Gick inte vidare | Gick inte vidare | Gick inte vidare | Gick inte vidare |
| 24        | Yeoh Ken Nee           | Malaysia       | 361,86 | 24        | Gick inte vidare | Gick inte vidare | Gick inte vidare | Gick inte vidare | Gick inte vidare | Gick inte vidare | Gick inte vidare |
| 25        | Mohammed Azheem Bahari | Malaysia       | 342,24 | 25        | Gick inte vidare | Gick inte vidare | Gick inte vidare | Gick inte vidare | Gick inte vidare | Gick inte vidare | Gick inte vidare |
| 26        | Emil Zjabrajilov       | Azerbajdzjan   | 334,74 | 26        | Gick inte vidare | Gick inte vidare | Gick inte vidare | Gick inte vidare | Gick inte vidare | Gick inte vidare | Gick inte vidare |
| 27        | Juan Urán              | Colombia       | 333,93 | 27        | Gick inte vidare | Gick inte vidare | Gick inte vidare | Gick inte vidare | Gick inte vidare | Gick inte vidare | Gick inte vidare |
| 28        | Cassius Duran          | Brasilien      | 331,86 | 28        | Gick inte vidare | Gick inte vidare | Gick inte vidare | Gick inte vidare | Gick inte vidare | Gick inte vidare | Gick inte vidare |
| 29        | Yoo Chang-Joon         | Sydkorea       | 331,05 | 29        | Gick inte vidare | Gick inte vidare | Gick inte vidare | Gick inte vidare | Gick inte vidare | Gick inte vidare | Gick inte vidare |
| 30        | Gabriel Chereches      | Rumänien       | 320,61 | 30        | Gick inte vidare | Gick inte vidare | Gick inte vidare | Gick inte vidare | Gick inte vidare | Gick inte vidare | Gick inte vidare |
| 31        | Alexej Gurman          | Kazakstan      | 320,13 | 31        | Gick inte vidare | Gick inte vidare | Gick inte vidare | Gick inte vidare | Gick inte vidare | Gick inte vidare | Gick inte vidare |
| 32        | Cho Dae-Don            | Sydkorea       | 319,53 | 32        | Gick inte vidare | Gick inte vidare | Gick inte vidare | Gick inte vidare | Gick inte vidare | Gick inte vidare | Gick inte vidare |
| 33        | Peter Waterfield       | Storbritannien | 317,31 | 33        | Gick inte vidare | Gick inte vidare | Gick inte vidare | Gick inte vidare | Gick inte vidare | Gick inte vidare | Gick inte vidare |
| 34        | András Hajnal          | Ungern         | 316,14 | 34        | Gick inte vidare | Gick inte vidare | Gick inte vidare | Gick inte vidare | Gick inte vidare | Gick inte vidare | Gick inte vidare |
| 35        | Luis Villarroel        | Venezuela      | 309,66 | 35        | Gick inte vidare | Gick inte vidare | Gick inte vidare | Gick inte vidare | Gick inte vidare | Gick inte vidare | Gick inte vidare |
| 36        | Ruben Santos           | Spanien        | 300,90 | 36        | Gick inte vidare | Gick inte vidare | Gick inte vidare | Gick inte vidare | Gick inte vidare | Gick inte vidare | Gick inte vidare |
| 37        | Abel Sánchez           | Peru           | 295,14 | 37        | Gick inte vidare | Gick inte vidare | Gick inte vidare | Gick inte vidare | Gick inte vidare | Gick inte vidare | Gick inte vidare |
| 38        | Hovhannes Avtandiljan  | Armenien       | 284,91 | 38        | Gick inte vidare | Gick inte vidare | Gick inte vidare | Gick inte vidare | Gick inte vidare | Gick inte vidare | Gick inte vidare |
| 39        | Suchat Pichi           | Thailand       | 268,65 | 39        | Gick inte vidare | Gick inte vidare | Gick inte vidare | Gick inte vidare | Gick inte vidare | Gick inte vidare | Gick inte vidare |
| 40        | Mohamad Nasrullah      | Indonesien     | 257,22 | 40        | Gick inte vidare | Gick inte vidare | Gick inte vidare | Gick inte vidare | Gick inte vidare | Gick inte vidare | Gick inte vidare |
| 41        | Damir Achmetbekov      | Kazakstan      | 75,42  | 41        | Gick inte vidare | Gick inte vidare | Gick inte vidare | Gick inte vidare | Gick inte vidare | Gick inte vidare | Gick inte vidare |
| 42        | Eduardo Rueda          | Mexiko         | 60,30  | 42        | Gick inte vidare | Gick inte vidare | Gick inte vidare | Gick inte vidare | Gick inte vidare | Gick inte vidare | Gick inte vidare |